# Puig Rodó (Sant Hilari Sacalm)
El Puig Rodó és una muntanya de 889,7 metres que es troba al municipi de Sant Hilari Sacalm, a la comarca de la Selva.
Al cim podem trobar-hi un vèrtex geodèsic (referència 307109017).